# Bpost bank trofee 2013-2014
De bpost bank trofee 2013-2014 was het 27e seizoen van dit regelmatigheidscriterium in het veldrijden. De wedstrijdserie begon op 13 oktober met de GP Mario De Clercq in Ronse en eindigde op 23 februari met de Internationale Sluitingsprijs in Oostmalle. Het was de tweede editie die gesponsord wordt door bpost bank, het evenement stond eerder bekend als de Gazet van Antwerpen trofee. 
Niels Albert was titelverdediger van dit klassement op tijdsverschillen, maar Sven Nys nam de titel over.

## Mannen elite

### Kalender en podia
| Datum      | Locatie                                   | Cat. | Eerste        | Tweede            | Derde            |
| ---------- | ----------------------------------------- | ---- | ------------- | ----------------- | ---------------- |
| 13/10/2013 | Ronse - GP Mario De Clercq                | C1   | Sven Nys      | Martin Bína       | Niels Albert     |
| 01/11/2013 | Koppenberg - Koppenbergcross              | C1   | Tom Meeusen   | Kevin Pauwels     | Klaas Vantornout |
| 16/11/2013 | Hasselt - GP van Hasselt                  | C1   | Sven Nys      | Niels Albert      | Klaas Vantornout |
| 21/12/2013 | Essen - GP Rouwmoer                       | C1   | Kevin Pauwels | Sven Nys          | Niels Albert     |
| 27/12/2013 | Loenhout - Azencross                      | C1   | Sven Nys      | Rob Peeters       | Niels Albert     |
| 01/01/2014 | Baal - GP Sven Nys                        | C1   | Sven Nys      | Zdeněk Štybar     | Niels Albert     |
| 08/02/2014 | Lille - Krawatencross                     | C1   | Sven Nys      | Lars van der Haar | Tom Meeusen      |
| 23/02/2014 | Oostmalle - Internationale Sluitingsprijs | C1   | Niels Albert  | Tom Meeusen       | Kevin Pauwels    |

### Eindklassement
| #  | Naam                | Tijd     |
| -- | ------------------- | -------- |
| 1  | Sven Nys            | 8u10'51" |
| 2  | Niels Albert        | + 2'25"  |
| 3  | Tom Meeusen         | + 7'10"  |
| 4  | Rob Peeters         | + 9'26"  |
| 5  | Thijs van Amerongen | + 10'05" |
| 6  | Bart Aernouts       | + 10'43" |
| 7  | Philipp Walsleben   | + 11'12" |
| 8  | Kevin Pauwels       | + 13'37" |
| 9  | Klaas Vantornout    | + 15'35" |
| 10 | Jim Aernouts        | + 18'54" |

### Uitslagen
| Nr. | Naam                | Tijd    | Boni |
| --- | ------------------- | ------- | ---- |
| 1   | Sven Nys            | 57'06"  | -15" |
| 2   | Martin Bina         | + 17"   | -20" |
| 3   | Niels Albert        | + 20"   | -5"  |
| 4   | Klaas Vantornout    | + 1'08" |      |
| 5   | Marcel Meisen       | z.t.    |      |
| 6   | Thijs van Amerongen | z.t.    | -5"  |
| 7   | Lars van der Haar   | + 1'30" | -15" |
| 8   | Philipp Walsleben   | + 1'36" |      |
| 9   | Bart Aernouts       | + 1'58" |      |
| 10  | Twan van den Brand  | + 2'11" |      |

| Nr. | Naam                | Tijd   | Boni |
| --- | ------------------- | ------ | ---- |
| 1   | Tom Meeusen         | 59'56" | -15" |
| 2   | Kevin Pauwels       | + 2"   | -10" |
| 3   | Klaas Vantornout    | + 5"   | -5"  |
| 4   | Philipp Walsleben   | + 9"   |      |
| 5   | Sven Nys            | + 10"  |      |
| 6   | Rob Peeters         | + 24"  | -5"  |
| 7   | Corné van Kessel    | + 25"  |      |
| 8   | Niels Albert        | z.t.   |      |
| 9   | Thijs van Amerongen | + 40"  |      |
| 10  | Julien Taramarcaz   | + 45"  |      |

| Nr. | Naam                | Tijd   | Boni |
| --- | ------------------- | ------ | ---- |
| 1   | Sven Nys            | 59'52" | -15" |
| 2   | Niels Albert        | z.t.   | -10" |
| 3   | Klaas Vantornout    | z.t.   | -20" |
| 4   | Tom Meeusen         | + 11"  |      |
| 5   | Corné van Kessel    | + 21"  |      |
| 6   | Bart Aernouts       | + 25"  |      |
| 7   | Bart Wellens        | + 29"  |      |
| 8   | Wietse Bosmans      | + 31"  |      |
| 9   | Thijs van Amerongen | z.t.   |      |
| 10  | Jim Aernouts        | + 43"  |      |

| Nr. | Naam                | Tijd     | Boni |
| --- | ------------------- | -------- | ---- |
| 1   | Kevin Pauwels       | 1u01'48" | -20" |
| 2   | Sven Nys            | + 28"    | -10" |
| 3   | Niels Albert        | + 34"    | -5"  |
| 4   | Jim Aernouts        | + 38"    |      |
| 5   | Thijs van Amerongen | + 41"    | -15" |
| 6   | Rob Peeters         | + 47"    |      |
| 7   | Bart Aernouts       | + 54"    |      |
| 8   | Zdeněk Štybar       | + 1'04"  |      |
| 9   | Klaas Vantornout    | + 1'10"  |      |
| 10  | Philipp Walsleben   | + 1'21"  |      |

| Nr. | Naam              | Tijd     | Boni |
| --- | ----------------- | -------- | ---- |
| 1   | Sven Nys          | 1u01'52" | -20" |
| 2   | Rob Peeters       | + 21"    | -10" |
| 3   | Niels Albert      | + 24"    | -15" |
| 4   | Klaas Vantornout  | + 43"    |      |
| 5   | Zdeněk Štybar     | + 48"    |      |
| 6   | Philipp Walsleben | + 54"    |      |
| 7   | Wietse Bosmans    | z.t.     |      |
| 8   | Jim Aernouts      | + 58"    |      |
| 9   | Julien Taramarcaz | + 1'03"  |      |
| 10  | Bart Wellens      | + 1'24"  |      |

| Nr. | Naam                | Tijd     | Boni |
| --- | ------------------- | -------- | ---- |
| 1   | Sven Nys            | 1u03'39" | -30" |
| 2   | Zdeněk Štybar       | + 51"    | -10" |
| 3   | Niels Albert        | + 57"    | -5"  |
| 4   | Rob Peeters         | + 1'10"  | -10" |
| 5   | Tom Meeusen         | + 1'39"  |      |
| 6   | Thijs van Amerongen | + 1'55"  |      |
| 7   | Philipp Walsleben   | + 2'22"  | -5"  |
| 8   | Bart Aernouts       | z.t.     |      |
| 9   | Corné van Kessel    | + 2'27"  |      |
| 10  | Marcel Meisen       | + 3'10"  |      |

| Nr. | Naam                  | Tijd     | Boni |
| --- | --------------------- | -------- | ---- |
| 1   | Sven Nys              | 1u03'06" | -15" |
| 2   | Lars van der Haar     | z.t.     | -15" |
| 3   | Tom Meeusen           | + 4"     | -15" |
| 4   | Kevin Pauwels         | + 38"    |      |
| 5   | Niels Albert          | + 1'08"  | -15" |
| 6   | Corné van Kessel      | z.t.     |      |
| 7   | Radomír Šimůnek       | + 1'16"  |      |
| 8   | Dieter Vanthourenhout | + 1'23"  |      |
| 9   | Bart Aernouts         | + 1'44"  |      |
| 10  | Jim Aernouts          | z.t.     |      |

| Nr. | Naam                  | Tijd     | Boni |
| --- | --------------------- | -------- | ---- |
| 1   | Niels Albert          | 1u04'18" | -25" |
| 2   | Tom Meeusen           | + 7"     | -15" |
| 3   | Kevin Pauwels         | + 39"    | -5"  |
| 4   | Lars van der Haar     | + 55"    |      |
| 5   | Eddy van IJzendoorn   | + 59"    |      |
| 6   | Dieter Vanthourenhout | z.t.     |      |
| 7   | Philipp Walsleben     | + 1'01"  |      |
| 8   | Bart Aernouts         | + 1'09"  |      |
| 9   | Rob Peeters           | + 1'15"  |      |
| 10  | Sven Nys              | + 1'30"  | -15" |

 GP Mario De Clercq · 
 Koppenbergcross · 
 GP van Hasselt · 
 GP Rouwmoer · 
 Azencross · 
 GP Sven Nys · 
 Krawatencross ·
 Internationale Sluitingsprijs
Kampioenschappen:  Wereldkampioenschappen · 
 Europese kampioenschappen · 
 Belgische kampioenschappen · 
 Nederlandse kampioenschappen
Klassementen:  Wereldbeker · 
 Superprestige · 
 Bpost bank trofee ·
 TOI TOI Cup ·
 Challenge national
Overig:  Soudal Classics
1987-1988 · 1988-1989 · 1989-1990 · 1990-1991 · 1991-1992 · 1992-1993 · 1993-1994 · 1994-1995 · 1995-1996 · 1996-1997 · 1997-1998 · 1998-1999 · 1999-2000 · 2000-2001 · 2001-2002 · 2002-2003 · 2003-2004 · 2004-2005 · 2005-2006 · 2006-2007 · 2007-2008 · 2008-2009 · 2009-2010 · 2010-2011 · 2011-2012 · 2012-2013 · 2013-2014 · 2014-2015 · 2015-2016 · 2016-2017 · 2017-2018 · 2018-2019 · 2019-2020 · 2020-2021 · 2021-2022 · 2022-2023 · 2023-2024 · 2024-2025